# Personaggi de La torre nera
Questa è una lista dei personaggi che compaiono nella serie di romanzi de La Torre Nera di Stephen King.

## Roland Deschain
Roland Deschain, figlio di Steven Deschain, è nato nella scomparsa città di Gilead. Il suo unico obiettivo è trovare la Torre Nera, nella speranza di invertire la distruzione dell'universo. Questa missione significa tutto per lui. Il successo della missione è più importante della vita dei suoi cari, familiari e amici, che durante il percorso si trasformano talvolta in meri strumenti per ottenere l'accesso alla Torre.
"L'uomo in nero fuggì nel deserto e il pistolero lo seguì" è l'incipit del primo romanzo.
All'inizio della serie il pistolero sta inseguendo Walter, l'uomo in nero, attraverso l'immenso deserto di Mohaine.
In una stazione di posta Roland trova Jake Chambers, un undicenne che proviene dalla New York del 1977, e lo porta con sé.
Prima di ritrovarsi inspiegabilmente in un mondo diverso dal suo, Jake era fermo ad un semaforo, aspettando il segnale di avanti, quando è stato spinto sotto una Cadillac ed è morto. I rapporti tra Roland e Jake ne L'ultimo cavaliere evidenziano la personalità del pistolero: può  essere amichevole nonostante si dimostri freddo; è prudente e capace ma ignorante dal nostro punto di vista; non ha senso dell'humour ed è nobile.
Però quando viene messo di fronte alla scelta tra salvare Jake, che è aggrappato ad una ferrovia sopra un abisso, oppure raggiungere l'uomo in nero, lo lascia cadere (Vai allora - gli dice Jake - ci sono altri mondi oltre a questo), portandosi per sempre dietro il rimorso per la perdita di un ragazzo che considerava quasi un figlio.
Raggiunge infine Walter che gli legge i tarocchi svelandogli parte del suo futuro; tengono un lungo conciliabolo in un golgota, alla fine del quale Roland si addormenta. Al risveglio si trova invecchiato, con i capelli ingrigiti e nuove rughe sulla faccia. Trova vicino a sé uno scheletro che sembrerebbe appartenere a Walter. Il pistolero si rialza, strappa la mandibola allo scheletro e si rimette in cammino verso Ovest.
Arriva ad una spiaggia dove viene attaccato durante la notte da una specie di aragoste giganti (chiamate aramostre) che gli strappano due dita della mano destra e un alluce. Essendosi addormentato sulla spiaggia, Roland è stato inoltre raggiunto dall'alta marea che gli ha bagnato le cartucce, rendendole quasi tutte inservibili.
Roland continua il suo viaggio in cerca della Torre Nera e, più urgentemente, di una cura per le infezioni causate dalle aramostre.
Percorrendo la spiaggia trova infine una porta; è in posizione verticale, visibile solo da un lato e si apre su di un dove e quando completamente alieni per il pistolero. La porta si dimostra essere una specie di deformazione dello spaziotempo, che lo porta ad incontrare Eddie Dean, primo membro del suo nuovo ka-tet.
A detta dello stesso King, la figura di Roland è ispirata al personaggio dell'uomo senza nome incarnato da Clint Eastwood nei tre film costituenti la "Trilogia del dollaro" di Sergio Leone: Per un pugno di dollari, Per qualche dollaro in più e Il buono, il brutto, il cattivo.

## Eddie Dean
Eddie fa il suo debutto in La chiamata dei tre, in cui Roland incontra tre porte che si aprono sulla New York del nostro mondo in tempi diversi. Attraverso queste porte, incontra i compagni che lo accompagneranno durante il viaggio, come l'uomo in nero aveva predetto. Il primo ad essere recuperato è Eddie Dean, tossicodipendente e spacciatore. Eddie viveva con il fratello maggiore Henry, che amava nonostante la cattiva influenza che aveva su di lui. Roland lo aiuta a combattere una gang di trafficanti per conto dei quali stava trasportando cocaina, ma non prima che Eddie scopra della morte del fratello per overdose d'eroina in compagnia dei sopra citati trafficanti. Eddie passa attraverso la porta, raggiungendo il mondo di Roland, e si trova subito alle prese con i sintomi della crisi d'astinenza, ma mostra anche uno strano rispetto per i modi di fare del pistolero. Malvolentieri, ed a volte obbligato, Eddie diventa il compagno di Roland attraverso il Medio-Mondo, e ben presto si innamorerà di Odetta Holmes, il successivo membro del ka-tet di Roland.

### Biografia
Edward Cantor "Eddie" Dean fa la sua prima apparizione nel secondo volume della serie, La chiamata dei tre, in cui Roland entra nella sua testa passando attraverso una porta che trova sulla spiaggia del Medio-Mondo.
Eddie è un eroinomane di 21 anni, che vive nel Bronx. Quando Roland entra nella sua mente, Eddie si trova nel 1987, su un aereo, mentre cerca di contrabbandare a New York un grosso quantitativo di eroina per il capomafia Enrico Balazar. Quando una hostess comincia a nutrire sospetti su di lui, Roland "si fa avanti" e lo aiuta a nascondere la cocaina sulla spiaggia, permettendogli così di passare indenne il controllo da parte della polizia aeroportuale.
In seguito Roland rivela ad Eddie la sua missione, la ricerca della Torre Nera e gli riferisce di quando Walter o'Dim gli ha rivelato che il ragazzo l'avrebbe aiutato nella sua ricerca. Eddie, dopo l'aiuto ricevuto da Roland, decide di aiutarlo, ma viene catturato dagli uomini di Balazar, che lo portano al quartier generale del mafioso a Little Italy.  Eddie teme per la sua vita e soprattutto, per la vita di suo fratello Henry, al quale è legato in un modo morbosamente insano. Con una scusa riesce ad andare da solo nel bagno del locale di Balazar, dove può passare attraverso la porta e riprendere la cocaina. Dopo però essersi reso conto che Balazar ha ucciso Henry, Eddie riesce a trascinare oltre la porta uno degli uomini di Balazar, Jack Andolini, che viene ucciso e mangiato dalle Aramostre. A questo punto, Roland dà a Eddie una delle sue pistole e decide di passare attraverso la porta insieme al ragazzo. Dopo una violenta sparatoria, che Eddie affronta totalmente nudo (cosa che colpisce favorevolmente il pistolero) i due fanno piazza pulita di Balazar e dei suoi uomini. Eddie lascia quindi New York per seguire Roland nel Medio-Mondo.
Mentre Eddie aiuta Roland a ristabilirsi dall'avvelenamento causato dal morso di una delle aramostre, comincia a soffrire di astinenza, diventando sempre più diffidente nei confronti del pistolero. Quando giungono innanzi alla seconda porta, quella della "Signora delle Ombre", Eddie si rende conto che può tornare a New York dove potrà trovare altra eroina. Roland però rifiuta di lasciarlo andare, entrando lui stesso nella porta. Eddie si trova quindi sul punto di perdere il senno e quasi uccide Roland, privo di coscienza. Fortunatamente, o forse solo grazie al ka, non porta a termine il suo proposito omicida e piano piano riesce a vincere la sua dipendenza. Quando Roland porta nel Medio-Mondo il secondo membro del ka-tet, Odetta Holmes, una donna di colore su una sedia a rotelle e dalla doppia personalità, Eddie se ne innamora immediatamente, finendo poi per sposarla.
Per un certo periodo, Roland ed Eddie vivono un costante conflitto. Roland non ha una buona opinione del ragazzo, per la sua tossicodipendenza e per l'inclinazione a buttare tutto sul ridicolo. Con il tempo, Eddie matura, uscendo del tutto dal tunnel della tossicodipendenza e irrobustendosi anche notevolmente; anche Roland, con il passare dei giorni, riesce ad accettare sempre di più il senso dell'umorismo del ragazzo, paragonandolo a quello che aveva Cuthbert Algood, suo amico di infanzia e componente del suo primo ka-tet. Ma è solo dopo che Eddie, con il suo senso dell'umorismo, riesce a sconfiggere il terribile "Blaine il Mono" che Roland ritira tutte le accuse fatte al ragazzo e si trova a "invocare il suo perdono".
Nell'ultimo romanzo della serie, dopo la liberazione dei frangitori ad Agul Siento, Eddie viene colpito alla testa dal direttore della struttura Pimli Prentiss. Trascorre le sue ultime ore in preda al delirio con Susannah al suo capezzale, inoltre avverte Jake di fare attenzione a Dandelo. Con la sua morte il ka-tet si spezza definitivamente, realizzando la sensazione di ka-shume che incombeva da qualche tempo sul gruppo.
Per tutta la serie, Eddie incarna il lato umoristico del ka-tet, riportando alla mente del pistolero il suo vecchio compagno di ka Cuthbert Allgoog. Ciononostante, spesso è proprio lui, con il suo intuito, a risolvere difficili situazioni. In battaglia Eddie finisce per utilizzare sempre la seconda pistola di Roland e sotto gli insegnamenti di quest'ultimo, la sua abilità nel maneggiare l'arma arriva vicina a quella di Roland stesso. Anche il carattere di Eddie con il tempo si avvicina sempre più a quello di un pistolero: non mostra misericordia, dà piena fiducia al proprio istinto e al ka (anche se spesso si diverte a definirlo kakka).

## Susannah Dean
Anche lei proveniente da New York, Susannah è una donna afro-americana con due problemi principali: le gambe sono state amputate all'altezza del ginocchio per un incidente in metropolitana, ed un colpo alla testa subito da piccola le ha causato una doppia personalità.
Lei è la "Signora delle Ombre", il secondo compagno predetto da Walter ad essere recuperato attraverso le porte misteriose.
All'inizio, la sua personalità dominante è quella di Odetta Holmes, una dolce, garbata donna attivista del movimento per i diritti civili. Nei momenti peggiori è posseduta da Detta Walker, un'assassina psicotica ma incredibilmente furba che né Eddie né Roland riescono a gestire.
La terza porta si apre sulla New York di metà anni settanta. Qui Roland si trova dentro la mente de "Lo Spacciatore", uno psicopatico sadico di nome Jack Mort i cui atti di violenza hanno segnato la vita dei nuovi amici di Roland. Quando Odetta aveva 5 anni, fu Mort a lanciarle un mattone in testa causandole il problema della personalità multipla; ha anche spinto Odetta sotto la metro quando era un'adolescente senza sapere che era già stata vittima della sua crudeltà. Nel giorno in questione, quando Roland si ritrova nella sua mente, Mort sta pianificando di spingere un giovane ragazzo (che si rivelerà essere Jake Chambers) in mezzo al traffico.
Incapace di lasciare che Jake muoia un'altra volta senza intervenire, Roland prende possesso del corpo di Mort e lo ferma, quindi lo obbliga a buttarsi sotto la metro.
Durante questa lotta, Roland obbliga Odetta e Detta a rendersi conto della loro doppia personalità guardando attraverso la porta. Le due personalità fuse insieme regalano al ka-tet il loro terzo membro, Susannah Dean.
Susannah, l'unico membro superstite, alla fine della serie, del secondo ka-tet di Roland, lascia il Fine-Mondo per un'altra New York, non appartenente al Mondo Cardine, dove un altro Eddie ed un altro Jake la stanno aspettando. Roland prosegue il viaggio fino alla Torre Nera, accompagnato solo dal bimbolo Oy e dall'Artista, Patrick Danville.

### Biografia
Odetta Holmes è l'unica figlia di Dan e Alice Holmes, una coppia di colore benestante, che vive a New York City.
La vita di Odetta si mostra subito difficile, segnata da due eventi terribili. Il primo episodio traumatico avviene quando Odetta ha solo 5 anni. Un serial Killer di nome Jack Mort, lascia cadere un mattone dalla finestra di un edificio abbandonato, colpendo la bambina in testa. Il terribile impatto non uccide Odetta, che cade in coma. Il trauma subito però ha devastanti ripercussioni sulla mente di Odetta, che si scinde in due personalità distinte. Da un lato c'è Odetta, donna di classe, intellettuale, dai forti valori morali, sempre in prima fila nelle lotte per la salvaguardia dei diritti civili. Dall'altro c'è Detta Walker, donna volgare e violenta, spinta solo dal suo desiderio sessuale e da un odio profondo nei confronti dei bianchi. Entrambe le donne sono totalmente ignare dell'esistenza dell'altra.
Il secondo episodio traumatico avviene 20 anni dopo e, per ironia della sorte, l'artefice è nuovamente Jack Mort. Questo cerca di uccidere la donna spingendola sotto la metropolitana in arrivo, alla stazione di Christopher Street. Nuovamente Mort fallisce e Odetta riesce ad avere salva la vita, anche se a caro prezzo: le sue gambe vengono staccate di netto dal treno, relegandola su una sedia a rotelle per tutta la vita.
Questo secondo episodio si ripercuote nuovamente sulla mente della donna, in cui Detta Walker riesce a prendere via via più possesso. Odetta spesso si trova con dei vuoti di memoria, che segnano la presa di comando da parte della sua alter ego, vuoti che tende a riempire con eventi immaginari. Anche Detta è soggetta agli stessi vuoti, dei quali però si rende conto, ma decide deliberatamente di ignorarli.
La vita di Odetta/Detta continua così finché non giunge Roland, nel 1964 e porta con sé nel Medio-Mondo. Nel momento in cui la donna approda sulla spiaggia, è Detta Walker ad avere il controllo e subito ingaggia battaglia con i due uomini, più volte appellandoli come "stinti cazzuti". La personalità di Odetta infine riesce ad avere momentaneamente la meglio e, dopo un periodo di confusione e tristezza, trova conforto nell'amore di Eddie. Ma Detta riprende il sopravvento mentre Roland entra nella terza porta (nella mente di Jack Mort) e riesce ad avere la meglio su Eddie, legandolo sulla spiaggia con l'intento di farlo uccidere dalle aramostre.
È Roland infine a trovare la soluzione. Costringe Detta/Odetta a guardare attraverso la porta e per la prima volta le due donne "si vedono" reciprocamente. Questo porta ad una fusione dei ricordi delle due, nonché alla fusione delle rispettive personalità, dando così vita ad una terza donna, Susannah Dean (Susannah era il secondo nome di entrambe).
Susannah entra così nel ka-tet dei pistoleri, diventando anch'essa abile con la pistola. Caratterialmente Susannah è molto simile a Odetta; tuttavia, nei momenti di difficoltà o quando deve "trattare" con le forze del male (il demone del cerchio parlante, Mia....) rievoca la personalità di Detta.

## Jake Chambers
Jake è il "figlio" simbolico di Roland. È originario della New York degli anni settanta, e viene "spinto" nel mondo di Roland dall'uomo in nero, che Jake vede come Walter ma che si dimostrerà essere Jack Mort. Il vero nome di Jake è John, ma preferisce farsi chiamare con il soprannome.
Il ragazzo undicenne che Roland lasciò morire riappare nelle Terre Desolate attraverso un paradosso. Dal momento che Roland evita che Mort uccida Jake, egli non sarebbe mai apparso nel Medio-Mondo, e non sarebbe mai stato lasciato cadere nel baratro tra le montagne. Jake e Roland, comunque, ricordano entrambi parte dell'accaduto, e questo ricordo li porta lentamente alla pazzia.
Nella prima metà delle Terre Desolate, il ka-tet di Roland cerca un modo per portare a loro Jake. Eddie intaglia ossessivamente una chiave di legno mentre si avvicinano ad un cerchio di pietre parlanti, custodito da un demone; vicino al cerchio viene creata una porta che si apre nel terreno. Susannah - con l'aiuto di Detta - distrae il demone permettendogli di copulare con lei, mentre Eddie perfeziona la chiave ed apre la porta. Sull'altro lato, Jake è entrato in una casa abbandonata e stregata, ma lottando (con un piccolo aiuto di Roland) riesce a raggiungere la porta. Di nuovo nel Medio-Mondo, i ricordi di Jake e Roland vengono corretti ed il loro viaggio verso la pazzia, interrotto.
Jake stringe immediatamente un rapporto molto forte con i membri del ka-tet, soprattutto con Roland, che arriva a chiamare padre. Durante la ricerca della Torre, Jake si imbatte anche in uno strano essere, che il pistolero spiega essere un bimbolo, di nome Oy. Il bimbolo si affeziona subito a Jake, che ricambia l'affetto. In battaglia, Jake non è da meno dei suoi compagni, raggiungendo la stessa abilità con la pistola di Eddie e mostrando una capacità strategica sorprendente. La determinazione e l'accanimento in battaglia tipico dell'essere pistolero sono controbilanciati da una grande bontà d'animo. Jake è il personaggio che riesce a tirar fuori dagli altri il meglio di loro.

### Biografia
Jake è il figlio di Elmer Chambers, un importante produttore televisivo. I due non hanno un bel rapporto, quasi come due sconosciuti che vivono nella stessa casa. L'affetto del ragazzo è tutto rivolto alla sua governante, Greta Shaw (che lo chiama affettuosamente "Bama"). Nel 1977, a New York, mentre Jake si sta recando a scuola, viene spinto sotto una macchina dall'uomo in nero, morendo.
Dopo la sua morte, Jake si ritrova nella Stazione di Posta, un edificio nel mezzo del deserto del Mohaine nel Medio-Mondo. Qui Jake passa intere settimane in solitudine, perdendo progressivamente memoria della sua vita di New York. Un giorno, Roland il pistolero, giunge alla Stazione di Posta, debilitato e disidratato. Sviene davanti all'edificio e Jake se ne prende cura, dandogli cibo e acqua. Roland ipnotizza il ragazzo per scoprire le sue origini, dopodiché decide di portarlo con sé alla caccia dell'uomo in nero.
Jake e Roland durante l'inseguimento stringono un forte rapporto che va oltre l'amicizia. Nel momento in cui i due raggiungono l'uomo in nero, Jake rimane appeso sopra un dirupo e Roland si trova nella situazione di dover scegliere se salvare il ragazzo o proseguire il suo cammino andando a parlare con l'uomo in nero. Roland sceglie la Torre, come ha sempre fatto nella sua vita, e Jake precipita nell'oscurità. Le sue ultime parole: "Vai allora. Ci sono altri mondi oltre a questo".
In seguito, quando Roland entra nella terza porta sulla spiaggia, penetrando nella mente del killer Jack Mort, si rende conto che è stato proprio questo a spingere il ragazzo sotto una macchina e non l'uomo in nero. L'errore è giustificato dal fatto che Mort, per portare a termine il suo folle piano, si era vestito da prete. Il pistolero non vuole veder morire di nuovo il ragazzo e nella speranza di fargli vivere una vita normale, si fa avanti bloccando i movimenti di Mort. Questo però provocherà un paradosso temporale che porterà il ragazzo e lo stesso pistolero sull'orlo della follia. Roland ricorda di aver incontrato il ragazzo nella stazione di posta, ma nello stesso tempo non ha alcun ricordo dell'accaduto. Jake, invece, ha ricordo della propria della propria morte e immagini del Medio-Mondo, pur continuando in realtà a vivere la sua vita.
Grazie all'aiuto di Eddie e Susannah, Roland riesce a riportare Jake nel Medio-Mondo, riportando entrambi alla sanità mentale. Roland promette al piccolo Jake che non lo lascerà mai più morire. Da quel momento, Jake diventa il quarto membro del ka-tet del pistolero.
Attraversando la città desolata di Lud, Roland si trova a dover sacrificare di nuovo Jake per permettere un passaggio sicuro della città. Nonostante il rischio, comunque, salverà Jake, riaffermando il rapporto padre-figlio che è nato in loro. Come Eddie e Susannah, anche Jake diventa finalmente un pistolero.
Jake verrà travolto da un minivan salvando la vita a Stephen King a Lovell, nel Maine, e morirà poco dopo.
Roland lo sotterrerà nel bosco vicino.

## Oy il bimbolo
Sulla strada per Lud il ka-tet di Roland incontra Oy nei pressi di un bosco, ferito e dolorante, probabilmente in seguito ad una lotta con un altro "bimbolo" (billy-bumbler). Questi animali vengono descritti simili ad un incrocio tra un cane ed un procione, con una coda a spirale. I bimboli sono esseri dalla notevole intelligenza. Oy è in grado di parlare, anche se in modo rudimentale, limitandosi spesso a ripetere ciò che sente. Quando Jake vede per la prima volta il bimbolo, lo chiama dicendo "Vieni qui, vuoi?" e l'animale ripete il suono "Oy". Il bimbolo è amichevole ed intelligente, Roland spiega che è normale per un bimbolo parlare ed anche fare qualche semplice calcolo matematico e Jake decide di chiamarlo Oy, dopo la prima parola che gli ha sentito dire. Jake dà del cibo al piccolo animale, che subito si affeziona tantissimo al ragazzo, cominciando così a seguirlo ovunque. Roland accetta di buon grado la presenza di Oy, dicendo che un bimbolo ha sempre portato fortuna. Nonostante sembri un semplice animale da compagnia, Oy si dimostrerà utile e a volte molto simile all'uomo.
Nella città di Lud, dove Jake viene rapito da Gasher, uno scagnozzo alle dipendenze di Tick-Tock, Oy ha un ruolo fondamentale, aiutando Roland a ritrovare il ragazzo, grazie al suo fiuto, e a salvarlo da alcune trappole lungo il percorso. Dimostrando così il suo valore ed il suo coraggio, Oy entra ufficialmente nel ka-tet come quinto elemento.  L'appartenenza al ka-tet viene poi ufficializzata dallo stesso Oy quando il gruppo giunge a Calla Bryn Sturgis. Durante la cena di benvenuto, preceduto dagli altri compagni, Oy si inchina sul palco eretto in loro onore e si presenta a chiara voce come membro del gruppo dei pistoleri.
Anche Roland ammette che Oy si può considerare parte del ka-tet. Oy morirà valorosamente combattendo Mordred Deschain nel libro finale La Torre Nera.

## Padre Donald Callahan
Père Callahan è il prete dannato che appare nel libro Le notti di Salem. Fa la sua prima apparizione nella serie della Torre Nera nel libro I lupi del Calla. Dopo essere sopravvissuto al tentativo di omicidio di un vampiro, Padre Callahan passa il suo tempo in un rifugio per i senzatetto che più tardi amministrerà. Il suo aiuto nella gestione della missione, che diventa anche oggetto dell'amore del Padre, contrae l'AIDS da un vampiro. Dai tempi di Jerusalem's Lot, il suo obbiettivo è la caccia ai vampiri. Entra nel Medio-Mondo arrivando alla "stazione di posta" del libro L'ultimo cavaliere. I lettori non lo scopriranno prima della lettura di I lupi del Calla. Egli aiuta il ka-tet nella battaglia contro i Lupi, partecipa al salvataggio di Susannah nella New York del 1999, e fa la sua ultima apparizione in La Torre Nera contro i can-toi (uomini bassi) ed i vampiri. Callahan si suicida prima di cadere nelle mani di un vampiro nel Dixie Pig; questo diversivo permetterà a Jake di scappare.

### Biografia
Padre Callahan è un prete con gravi problemi di alcolismo, di una piccola cittadina chiamata Jerusalem's Lot. Quando la cittadina viene invasa dai vampiri, il parroco aiuta lo scrittore Ben Mears, la sua ragazza Susan Norton, il professore Matt Burke, il medico locale Jimmy Cody e il piccolo Mark Petrie ad annientare la minaccia dei vampiri. Quando però si trova di fronte al capo dei vampiri Kurt Barlow, la sua fede vacilla. Riesce comunque a salvare il piccolo Mark dalle grinfie del vampiro, ma questo riesce poi a strappargli di mano il crocifisso, costringendolo a bere il suo sangue e condannandolo per l'eternità.
Padre Callahan, dopo lo scontro con Barlow, tenta di rientrare in chiesa, ma la sua mano, a contatto con la maniglia dell'edificio, si ustiona. Lascia quindi la città, approdando a New York dove fa la vita del vagabondo. La maledizione di Barlow lo accompagna nel suo peregrinare; a seguito della maledizione, Callahan riesce a riconoscere i vampiri, rendendosi così conto che sono in mezzo a noi e cacciano indisturbati per le strade della Grande Mela.
Inizia a lavorare in un rifugio per senzatetto dove riesce a vincere la sua dipendenza dall'alcol e stringe una forte amicizia con Rowan Magruder e Lupe Delgado. Intanto impara che ci sono diversi tipi di vampiri, arrivando a classificarli in tre classi. (Vedere la pagina "I Vampiri"). Dopo che Lupe viene attaccato ed infettato da un vampiro di tipo tre che gli trasmette il virus HIV (che lo porterà alla morte), padre Cahallan inizia ad uccidere i vampiri che incontra. Le varie uccisioni attirano l'attenzione del Re Rosso e dei suoi seguaci, gli "uomini bassi" (o can-toi), che assoldano i "Fratelli di Hitler", due teppisti che uccidono ebrei, neri e omosessuali, incidendo sulla loro fronte una svastica. I due torturano a morte Rowan Magruder nella speranza di riuscire a trovare Callahan. I Fratelli riescono poi a trovare padre Callahan e, mentre stanno incidendo sulla sua fronte la svastica, vengono interrotti dall'intervento di due uomini (Calvin Torre e Aaron Deepneau) che li obbligano alla fuga. Callhan viene però attirato nell'ufficio di Richard Sayre, un uomo basso, nel quale diversi vampiri lo stanno aspettando. Piuttosto di farsi infettare da loro, padre Callahan decide di suicidarsi gettandosi dalla finestra dell'ufficio.
Dopo la sua morte, Callahan si trova nella "stazione di posta" nel Medio-Mondo, al cospetto di Walter o'Dim. Questi gli dà la Tredici Nera, una delle sfere dell'iride di Maerlyn, la più potente e pericolosa, nella speranza che questa porti alla morte Roland. Dopo avergli dato la sfera, Walter porta il prete nella "Grotta dei Venti", sopra Calla Bryn Sturgis. Qui il prete inizia una nuova vita e passa i cinque anni seguenti a predicare la sua religione agli abitanti della regione.
Nonostante la quiete della città, il Calla nasconde un terribile segreto. Ogni 23 anni, i Lupi scendono da Rombo di Tuono per portar via la metà dei bambini del Calla. I bambini catturati, vengono riportati indietro due mesi dopo il rapimento, ma sono cambiati: essi sono sterili, con notevoli handicap mentali e crescono a dismisura, per poi morire in giovane età tra atroci sofferenze.
Quando il ka-tet di Roland giunge al Calla, padre Callahan chiede loro aiuto per fermare i Lupi. Dopo averli sconfitti però, Susannah viene posseduta da un demone di nome Mia e scappa attraverso la grotta. Père Callahan decide di aiutare i pistoleri e giunto alla grotta, trova un mobile colmo di libri, tra i quali anche Le notti di Salem, accorgendosi di esserne uno dei personaggi principali. Sconvolto da questa scoperta, mette in discussione la sua stessa esistenza.
Padre Callahan diventa allora parte integrante del ka-tet del pistolero, aiutando i nuovi amici a ritrovare Susannah/Mia. L'intenzione di Callahan è anche quella di riuscire a trovare l'autore del libro, per chiedere della sua esistenza. Insieme a Jake irrompe in un covo di vampiri e mostri ma rendendosi conto che verranno sopraffatti decide di sacrificare la sua vita in favore del ragazzo affrontando da solo i mostri e sparandosi alla testa una volta circondato e condannato a morte certa.

## Susan Delgado
Susan Delgado appare in La sfera del buio, il quarto libro della serie. Susan è una bellissima ragazza di Hambry, nella baronia di Mejis, luogo in cui il quattordicenne Roland e il suo ka-tet furono mandati da Steven Deschain, al momento del suo allontanamento da Gilead. Il padre di Susan morì a seguito di un incidente con un cavallo. In realtà non si trattò di incidente, ma di omicidio. Dopo la morte del padre, venne affidata alla zia Cordelia, che la educò al fine di farla diventare la concubina del sindaco Hart Thorin podestà della città. Rhea del Cöos però stabilì che Susan e il podestà dovessero giacere insieme solo dopo la Fine delle Messi. Nel frattempo Susan si innamorò di Roland. La loro storia fu travolgente e appassionante e i due programmarono di fuggire insieme dopo aver fatto fallire il piano di Farson, ma il loro progetto non andò a buon fine. Il podestà Thorin fu ucciso e Roland ed i suoi amici furono accusati dell'omicidio, con essi Susan, colpevole di averli aiutati. Rhea, gelosa della bellezza di Susan e consapevole del suo amore per Roland istigò la zia di Susan a farla ardere davanti a tutta la città nel Falò delle Messi e, dopo aver aiutato Roland e i suoi a fuggire dalla prigione di Hambry, Susan venne catturata e messa al rogo nella piazza della città. Al momento in cui venne giustiziata dai suoi concittadini, Susan era incinta del primo figlio di Roland.
Il pistolero rimane devastato dalla morte della ragazza, e anche dopo molti anni ammetterà che Susan Delgado era, e in molti sensi lo è ancora, l'unico vero amore della sua vita.

## L'uomo in nero
Conosciuto anche come lo "straniero senza età", Walter o'Dim, il "tizio che cammina", Marten Broadcloak, Richard Fannin e Randall Flagg; appare in molti libri di Stephen King, tra cui Gli occhi del drago e L'ombra dello scorpione, sempre nella forma di un mago quasi demoniaco. È il principale agente del Re Rosso, ma segretamente complotta di regnare egli stesso dalla Torre Nera. Questa figura diabolica conosce la magia nera e la usa per creare caos. Ha distrutto civiltà, guidato molte fazioni violente, ed ucciso per governare regni, sempre servendo il Re Rosso. Il suo vero nome è Walter Padick, ma usa varie identità, tra cui Randall Flagg.
In questa storia viene chiamato anche L'uomo nero e conosce molto di Roland, la sua storia, e la sua ricerca della Torre Nera. Walter verrà mangiato vivo da Mordred Deschain, essere mezzo ragno, figlio di Roland e del Re Rosso. Anche Walter, durante la serie, si presenta come Marten Broadcloak, Mago di corte di Steven Deschain ed amante di Gabrielle Deschain, la madre di Roland. È strano come Marten Broadcloak venga anche presentato come John Farson (Il Buono) stesso, o un suo alleato. Spingendo Roland verso un prematuro test di maturità, Walter o'Dim (che in questa occasione torna ad essere una guardia del padre di Roland, dopo la misteriosa scomparsa di Marten) ha seminato il seme della sua sconfitta. Non prima di aver aizzato tutti i pistoleri tranne Roland in una gigantesca guerra civile contro Farson.
La tenacia e la resistenza di Walter sono inumane; ne L'ombra dello scorpione viene esposto ad una esplosione nucleare ma ne esce illeso usando la magia; in Gli occhi del drago verrà accecato con una freccia, ma fugge e sopravvive. Anche sotto i colpi della pistola di Roland, scompare in La sfera del buio. Nonostante sembri trovare la morte tra le fauci di Mordred Deschain, c'è' una discussione aperta tra i fan sul fatto che sia veramente morto o meno.

### Biografia
Flagg nacque circa 1500 anni prima delle vicende narrate ne La Torre Nera, a Delain. Il suo nome era Walter Padick. Quando aveva solo 13 anni, egli fu brutalmente violentato da un vagabondo (motivo per il quale si vendicherà sul regno di Delain). In seguito inizia a girare il mondo, imparando e raffinando le sue facoltà magiche, acquisendo una sorta di immortalità. I secoli passati a portare caos nei vari mondi, hanno attirato l'attenzione del Re Rosso, che lo ha voluto subito come suo emissario.
Inizialmente, Flagg prende le sembianze di Walter o'Dim, l'uomo in nero, seguito da Roland Deschain nel deserto del Medio Mondo. È qui che Flagg rivela la sua vera essenza malvagia, dicendo a Roland che se il suo proposito è quello di entrare nella Torre Nera, allora dovrà sconfiggerlo.
In precedenza, Flagg assunse le sembianze di Marten Broadcloak, mago che ha cospirato con il Re Rosso per la caduta di Gilead. Marten riuscì a soggiogare Gabrielle Deschain, con la quale ebbe una relazione clandestina, volta a spingere Roland ad affrontare la prova per diventare pistolero, nella speranza di vederlo fallire. Quando Roland raggiunge l'uomo in nero, i due tengono un lungo "conciliabolo", durante il quale Flagg profetizza il futuro di Roland e la chiamata dei suoi compagni.
In seguito, Flagg compare al cospetto di Andrew Quick sotto le sembianze di Richard Fannin, nella città di Lud, salvandogli la vita. È poi nel "palazzo di smeraldo" che Flagg si fa nuovamente vedere, insieme a Quick, al cospetto del ka-tet di Roland, avvertendoli di abbandonare la ricerca della Torre Nera.
La successiva apparizione di Flagg la si trova a Calla Bryn Sturgis, dove porta padre Callahan dopo avergli affidato la Tredici Nera. Azione, anche questa, volta all'uccisione del pistolero, ma nuovamente disattesa.
Nell'ultimo volume della saga, si viene a conoscenza delle reali intenzioni di Flagg. Egli vuole entrare nella Torre Nera, salire fino alla stanza più alta ed incoronarsi come Dio di tutto ciò che esiste. Inoltre, la sua ossessione è la morte di Roland, non solo per fermarne il cammino verso la Torre, ma anche perché è il responsabile della morte della madre, che lui una volta ha amato. Per mettere in pratica i suoi propositi, Flagg ritiene che sia indispensabile l'intervento di Mordred, con il quale cerca di stringere amicizia, promettendogli la sua fedeltà. Ma Modred, grazie ai suoi enormi poteri telepatici, capisce ciò che il mago vuole fare e lo uccide in modo orribile, banchettando con il suo corpo.

## Il Re Rosso
Il più diabolico tra i nemici di Roland, il Re Rosso (nome originale Crimson King) è una misteriosa figura che vuole conquistare la Torre Nera per raderla al suolo. Appare, o viene nominato, anche in altri romanzi di King, quali ad esempio Insomnia, o La casa del buio (quest'ultimo scritto a quattro mani con Peter Straub).
Il Re Rosso è descritto come un potente essere immortale. Egli è il leader del Caos, che si oppone con tutte le sue forze alle forze del Fato.
Il Re Rosso è il padrone di esseri malvagi quali Randall Flagg, il signor Munshum, Atropo e Dandalo. Ha al suo servizio diversi servi come i vampiri, i taheen, i can-toi e numerosi esseri umani. Ogni essere "alle sue dipendenze" porta un sigul, un occhio rosso. È in possesso di poteri potenti, quali telecinesi, telepatia, controllo degli agenti atmosferici e condizionamento mentale. È inoltre in grado di viaggiare tra i diversi livelli della Torre Nera, nonché di essere presente simultaneamente a diversi livelli della stessa.
Il Re Rosso è in grado di assumere qualsiasi forma egli desideri, soprattutto forme terrorizzanti che sceglie in base ai pensieri che è in grado di leggere. Ne La Torre Nera lo si trova bloccato su un balcone della Torre e viene descritto come un uomo anziano con una lunga barba bianca e gli occhi di colore rosso. Nella serie a fumetti viene rappresentato nella forma di un umanoide dalle sembianze di ragno, esattamente come Mordred.
Un velo di mistero cela le sue origine. Di lui si sa soltanto che, come lo stesso Roland, appartiene alla discendenza di Arthur Eld. La comune discendenza è alla base di una profezia secondo la quale solo Roland è in grado di uccidere il Re Rosso.
L'obiettivo principale del Re Rosso è quello di distruggere la Torre Nera, e di conseguenza tutti gli universi in essa contenuti, al fine di poter governare sul caos che ne originerebbe. Per far questo recluta e sfrutta il potere dei Frangitori, esseri speciali in grado di distruggere i Vettori con le loro facoltà mentali. Roland, insieme al suo ka-tet, è l'unica forza che si oppone al Re Rosso, motivo per il quale il Re Rosso tenta in continuazione di uccidere Roland o di rallentarne la ricerca della Torre.

## Mia
Uno spirito che possiede Susannah Dean in I lupi del Calla. In origine, Mia era uno spirito immortale, privo di corpo, un demone succube (come quello all'interno del cerchio di pietre trovato da Roland). Un giorno, nella città di Fedic, Mia vide un bambino e se ne innamorò, sentendo crescere sempre più dentro di sé il desiderio di maternità. Quando una pestilenza spazzò via la popolazione di Fedic e il bambino venne portato via, Mia strinse un patto con Randall Flagg, che gli promise di farle avere un bambino se lei avesse rinunciato alla sua natura di spirito immortale. Il compito di Mia, nei piani di Walter e del Re Rosso, era quello di dare alla luce il figlio di Roland, che secondo la profezia ne avrebbe causato la rovina.
Mia si rivolge al bambino appellando come "Il mio tizio", che viene concepito da entrambe le donne. Susannah era stata ingravidata dal seme di Roland dal demone che ha copulato con lei in Terre desolate, durante l'arrivo di Jake nel Medio-Mondo. Il demone (un succube) è un demone ermafrodita capace di cambiare sesso a suo piacimento, che in precedenza, nel cerchio di pietre ne L'ultimo cavaliere, aveva posseduto carnalmente Roland come donna mentre il pistolero gli chiedeva informazioni. Questi ha conservato e portato dentro di sé il seme del pistolero, mischiandolo con quello del Re Rosso e l'ha usato per ingravidare Susannah. Mia, su ordine di Walter, ha presso possesso di Susannah per poter dare alla vita il figlio di Roland e del Re Rosso, il suo "tizio".
Questo concetto è simile a quello della fecondazione artificiale. Lo sperma di Roland è immagazzinato dal demone e "consegnato" a Susannah, senza il consenso di nessuno.
Mia verrà uccisa da suo figlio, Mordred, poco dopo averlo dato alla luce.

## Mordred Deschain
Figlio di due padri e due madri, Mordred è nato dalle uova di Susannah fertilizzate dal seme di Roland e del Re Rosso (attraverso il demone incontrato durante il salvataggio di Jake), gravidanza portata a termine da Mia. Mordred è per metà umano e per metà divinità, ed il suo destino è già scritto: dovrà sia uccidere Roland (uno dei suoi padri) che distruggere la Torre Nera. La sua magia e la sua potenza sono quasi impensabili; Walter o'Dim muore nel tentativo di fare di Mordred il suo burattino, ed il ragazzo rincorrerà Roland per miglia e miglia a meno di una settimana dalla nascita.
Comunque, né la profezia né il destino stesso possono proteggere Mordred dalla distruzione della magia nel Medio-Mondo, non appena la Torre vacilla. Mordred si ammala gravemente dopo aver mangiato carne da un cavallo malato, ed è ucciso da Roland alle porte della Torre Nera.

### Biografia
L'esistenza di Mordred inizia nel momento in cui Roland entra nel cerchio parlante e si fa possedere dal demone che ivi dimora, in cambio di una profezia. Il demone non ha sesso, o meglio, non appartiene ad un solo genere, ma è in grado di variarlo. Il seme del pistolero viene contenuto dal demone finché questo, questa volta in forma maschile, non prende sessualmente Susannah. Un secondo demone poi, di nome Mia, possiede Susannah, con l'intenzione di prendersi cura del suo "tizio". Mia e Susannah condividono lo stesso corpo, quello della pistolera, finché, poco prima della nascita, le due non si incontrano fisicamente.
Mordred, quindi, è il figlio biologico di Roland. Ciononostante è il Re Rosso che lei indica come suo vero padre. Questa doppia natura, si nota anche nel suo aspetto. Quando nasce Modred appare come un bambino normale, sano, dalle fattezze umane. Quando poi viene messo al seno di Mia, mostra la sua vera natura, trasformandosi in un ragno diabolico che uccide Mia, nutrendosi della sua carne e dei suoi fluidi. Poco prima di fuggire dalla stanza che lo ha visto nascere, Modred viene ferito da Susannah che gli spara facendogli saltar via una zampa. Questa è una ferita che non si rimarginerà mai e rimarrà evidente in entrambe le sue forme.
Mordred cresce molto in fretta e il suo metabolismo accelera a dismisura quando è nella sua forma reale. Deve quindi stare attento a bilanciare al meglio le sue due forme. Per questo motivo non gli è sempre possibile trasformarsi in ragno per potersi cibare.
Il pasto più abbondante lo consuma ai danni di Randall Flagg. Quest'ultimo ha intenzione di uccidere Mordred e portare il suo piede (unica parte del suo corpo a portare il sigul del Re Rosso) innanzi alla Torre Nera, per potervi entrare. Ma Mordred dimostra capacità superiori al mago e, scoprendo il suo piano leggendogli nel pensiero, lo uccide in modo atroce.
Mordred passa il resto del suo tempo ad inseguire Roland. La sua intenzione è quella di uccidere il padre, intenzione motivata anche dalla gelosia che prova per l'amicizia che il ka-tet mostra avere per il pistolero. Durante l'inseguimento, Mordred si imbatte nei resti di Dandelo e si ciba del cadavere del suo cavallo, ignorando che questi è contaminato. L'intossicazione che ne consegue indebolirà notevolmente Mordred.
Quando infine riesce a raggiungere Roland, Mordred mostra di avere all'incirca 20 anni nella sua forma umana. Il ka-tet di Roland è ormai ridotto a solo due membri oltre lui: Patrick e Oy. Per la grande stanchezza, Roland chiede a Patrick di fare la guardia, ma questi si addormenta a causa dell'intervento telepatico del Re Rosso e Mordred parte all'attacco. Solo grazie all'intervento del bimbolo, Roland riesce a destarsi in tempo per salvarsi e uccidere il mostruoso figlio.

## Gli uomini bassi (can-toi,Fayen Folken)
Introdotti per la prima volta in Uomini bassi in soprabito giallo (Cuori in Atlantide), questi soldati del Re Rosso sono mezzi taheen e mezzi umani. Richard P. Sayre è il loro capo nella serie. Vengono citati anche in La casa del buio, così come in Cuori in Atlantide, nel ruolo dei cattivi inseguitori di Ted Brautigan. Vengono nominati anche nei romanzi Buick 8, Insomnia e Desperation.
I can-toi, o uomini bassi (low men), sono esseri nati dall'accoppiamento di esseri umani con i taheen e mostrano le caratteristiche peggiori di entrambe le razze. A differenza dei taheen, che hanno teste di animali, i can-toi hanno teste deformi di topo, con denti che crescono in continuazione (per questo masticano in continuazione). Il loro abbigliamento è appariscente, dai colori sgargianti. Quando sono nel nostro mondo, guidano pacchiane repliche delle tipiche auto americane, anche se non sono vere e proprie auto, bensì organismi viventi che ne assumono le sembianze. Sono anche soliti affibbiarsi nomi umani, che prendono direttamente dalla cultura pop americana.
I can-toi hanno uno strano atteggiamento nei confronti degli esseri umani, divisi tra amore e odio, ammirazione e derisione. Il loro credo dice che saranno loro a sostituire gli esseri umani dopo la caduta della Torre Nera, motivo per cui indossano in continuazione maschere di lattice vivente dalle sembianze umane. Queste maschere hanno dei fori rossi che paiono bolle di sangue liquido, che utilizzano per respirare. I can-toi vengono utilizzati dal Re Rosso per due compiti: sorvegliare i Frangitori al Devar-Toi, sotto il controllo diretto dei taheen; e come "rintracciatori". Quest'ultima mansione piace molto ai can-toi, in quanto hanno notevole libertà d'azione. Il loro compito è quello di reclutare nuovi Frangitori o, come nel caso di Ted Brautigan, ricatturare quelli che scappano.

## Taheen
I taheen sono simili a uomini con la faccia da animale. Sono i capi di Devar-Toi e dei can-toi nonché servi del Re Rosso. I taheen, proprio come gli uomini, possono decidere il proprio destino, per cui possono essere buoni o cattivi. La loro origine, comunque, resta un mistero.
La maggior parte sono mammiferi o uccelli. Hanno una vita particolarmente lunga e sono superiori all'uomo sia fisicamente sia intellettualmente. La maggior parte dei taheen considerano gli esseri umani come una razza inferiore; alcuni però godono delle arti umani, come la letteratura, o degli sport, come la pallacanestro. Il taheen più famoso e importante è Finli o'Tego, amico ed assistente di Pimpli Prentiss, che aiuta nella gestione del Devar-Toi. Come la maggior parte dei taheen, Finli possiede poteri psichici e adora cibarsi di pus. È lui che ha organizzato il piano per ritrovare Ted Brautigan quando è scappato. Durante la battaglia di Algul Siento contro il ka-tet dei pistoleri, Finli viene ucciso da Eddie.

## Vampiri
I vampiri sono creature dall'aspetto umano che si nutrono del sangue umano per sopravvivere, essi sono servitori del Re Rosso. Secondo Père Callahan esistono tre tipi di vampiro: di Tipo Uno, di Tipo Due e di Tipo Tre.
I vampiri di Tipo Uno sono rari (Kurt Barlow era uno di loro), hanno due zanne e a volte i loro occhi brillano; essi hanno una durata della vita estremamente longeva e possono trascorrere lunghi periodi di tempo in uno stato di ibernazione profonda. Quando sono attivi sono capaci di creare nuovi vampiri, ovvero i 'dismorti', prosciugando gli esseri umani del loro sangue.
I dismorti sono i vampiri di Tipo Due e anche loro sono capaci di fare vampiri nuovi, ma non sono astuti e scarseggiano di intelligenza. Non possono uscire nelle ore diurne e se ci provano restano accecati, vengono ustionati gravemente o addirittura uccisi. La loro durata di vita è solitamente breve poiché estremamente critica e possono creare altri Tipo Due prosciugando il sangue alle loro vittime.
In altri casi i Tipo Due possono creare dei vampiri di Tipo Tre; essi sono ascrivibili come le zanzare e non sono in grado di creare altri vampiri, ma si possono nutrire di sangue. Riescono a sopportare la luce del sole ed attingono il loro sostentamento principalmente dal cibo come gli esseri umani, ma quando muoiono il loro corpo diventa cenere.
Oltre a questi tre tipi, ci sono gli Avi (Grandfathers), ovvero dei vampiri di Tipo Uno più antichi e potenti. A differenza dei normali Tipi Uno hanno un aspetto disumano, una bocca piena di zanne affilate come rasoi che gli impediscono di chiudere la bocca, occhi neri e pelle verminosa.

## Richard Patrick Sayre
Il leader dei can-toi nonché capo della Sombra Corporation, Sayre è la persona che tenta di uccidere Callahan nel 1983. È colui che presenzia alla nascita di Mordred nella Sala Parto nella stazione di Fedic e della morte di Mia, e muore quando viene colpito da due proiettili nella nuca (uno per Mia, uno per Père Callahan) da Susannah mentre tentava di fuggire.
È il responsabile della cattura e del successivo suicidio di Padre Callahan. Come molti altri personaggi, il suo nome è di 19 lettere e come tutti gli uomini bassi, ha un abbigliamento molto particolare: t-shirt nera, pantaloni neri, un lungo impermeabile giallo e una cravatta rosso sangue.

## Jack Andolini
Jack Andolini è il gangster di New York, affiliato di Enrico Balazar, che i lettori trovano per la prima volta in La chiamata dei tre. In quel libro, nel 1987, mentre tenta di uccidere Eddie, segue Eddie e Roland nel Medio-Mondo e muore attaccato dalle aramostre. In ogni caso, riappare in I lupi del Calla come rappresentante della Sombra Corporation, nel 1977. Quando Roland ed Eddie entrano nel Maine del 1977, Andolini e la sua gang li attaccano all'"East Stoneham General Store". Questa versione di Andolini, comunque, va incontro ad un destino non molto crudele: in La Torre Nera, viene condannato all'ergastolo e rinchiuso nelle prigioni del Maine.

## Ted Brautigan
Incontriamo Ted Stevens Brautigan (19 lettere) per la prima volta nella novella di Stephen King Uomini bassi in soprabito giallo in Cuori in Atlantide. Ted Stevens Brautigan è un potentissimo frangitore, probabilmente il più potente di tutti i tempi. Non solo la sua potenza risiede nel suo potere psichico, ma egli è anche in grado di fungere da canalizzatore, aumentando la potenza di quelli che gli stanno intorno. La cui straordinaria forza come Frangitore viene sfruttata dal Re Rosso in modo da distruggere i Vettori e la Torre Nera. Ted arriva nel Devar-Toi, la prigione in cui i frangitori sono rinchiusi, nel 1955, e grazie all'amico di Roland ai tempi di Mejis, Sheemie Ruiz, Ted fugge dal Devar-Toi e raggiunge il Connecticut del 1960, dove si svolge la sua avventura in Cuori in Atlantide. Dopo questa avventura nel Connecticut, gli uomini bassi lo catturano e lo trascinano attraverso il Dixie Pig e Rombo di Tuono fino al Devar-Toi. Incontra Roland ed il suo ka-tet nel libro finale, e lui, Dinky Earnshaw ed il telecinetico Sheemie, assistono il ka-tet nell'attacco al Devar-Toi e nella distruzione dei taheen. Dopo aver aiutato Roland, Jake ed Oy a raggiungere il Maine del 1999 per evitare la morte del loro kas-ka Gan Stephen King, Ted ed i suoi amici scortano Susannah Dean fino alla stazione di Fedic, da dove raggiungono il Calla nella speranza di ritornare in America attraverso la porta nella caverna.

## Sheemie Ruiz
Sheemie ne La sfera del buio, era il garzone un po' ritardato di un saloon a Hambry. È il figlio illegittimo di Dolores Sheemer e di Stanley Ruiz, il barista del saloon. Nonostante il suo handicap mentale, Sheemie mostra talvolta momenti di grande intuizione e dona subito tutta la sua fiducia e la sua amicizia a Roland ed il suo ka-tet. Si affeziona soprattutto a Cuthbert, che continuerà a chiamare Arthur Heat anche dopo averne appreso il vero nome. Sheemie aiutò Roland ed il suo ka-tet originale ad evitare che i seguaci di John Farson, nonché del Re Rosso, riuscissero a riparare le macchine da guerra degli Antichi. Sheemie si unì al ka-tet di Roland per poco tempo ed aiutò i pistoleri a sconfiggere i seguaci del Re Rosso finché lui ed il suo mulo Caprichoso scomparvero misteriosamente. Comunque, nonostante Roland pensi che Sheemie sia morto, in realtà non lo è; è stato catturato dagli uomini bassi e portato al Devar-Toi, la prigione dei Frangitori, a causa delle sue abilità telepatiche. Riappare nel libro finale della serie dove aiuta il ka-tet a sconfiggere uomini bassi e taheen. In ogni caso, dopo la battaglia, cammina su un pezzo di vetro che gli causa infezione (accelerata dall'aria avvelenata intorno a Rombo di Tuono). Muore mentre scorta Susannah a Fedic con il treno.
Quando i "Grandi Cacciatori della Bara" accusano Roland e il suo ka-tet di essere assassini al soldi di Farson, Sheemie aiuta Susan a liberarli dalla prigione e assume il compito di proteggerla, ma fallisce e Susan viene catturata e arsa viva.
Roland racconta al suo nuovo ka-tet che dopo la sconfitta degli uomini di Farson, Sheemie riuscì, da solo, nonostante i pericoli, a giungere sano e salvo fino a Gilead, dove si ricongiunse agli amici. Per un certo periodo di tempo, egli viaggiò insieme ai pistoleri come una sorta di scudiero, alla ricerca della Torre Nera. A questo punto del racconto la voce di Roland si spezza e non va oltre nel raccontare. Il destino di Sheemie quindi è avvolto nel mistero, anche se tutti i compagni di Roland sanno che ogni membro del suo ka-tet originario è ormai morto da tempo.
Ma il destino del ragazzo fu molto diverso da quello degli altri compagni di Roland. Sheemie, dopo la morte di Susan, si dirige verso Gilead, ma finisce in un "dogan", una base militare, nella quale attiva un robot che gli conferisce dei poteri psionici. Grazie a questi poteri, Sheemie riesce a raggiungere il ka-tet del pistolero ed entra nella sfera (il pompelmo rosa), per salvare la mente di Roland che vi è rimasta intrappolata e terribilmente torturata dal Re Rosso. Sheemie riesce nella sua impresa e fa sì che Roland esca dalla sfera... ma lui non ne uscirà!
Molti anni dopo, Sheemie si presenta al cospetto di Roland ad Algul Siento. In questa occasione rivela che il suo reale nome è Stanley ed è in possesso di un grandissimo potere: è in grado, concentrandosi, di aprire dei portali tra i vari mondi.

## Dinky Earnshaw
Richard "Dinky" Earnshaw è l'assassino psicotico di Tutto è fatidico. Fu licenziato da un uomo di nome Mr. Sharpton, il capo di una filiale della North Central Positronics. Comunque, quando Dinky scoprì per cosa Sharpton lo stava usando, lo uccise. Sfortunatamente, gli uomini bassi lo catturarono e trasportarono nel Devar-Toi, dove più tardi incontrerà Ted Brautigan e Sheemie Ruiz. I tre uniscono le forze con il ka-tet di Roland nel libro finale e distruggono i guardiani del Devar.
Da ragazzo, Dinky, era terribilmente spaventato dal cane del vicino. Questi, pur essendo legato, ringhiava e abbaiava in modo terribile ed era sempre pronto a mordere tutto ciò che gli arrivava a tiro. Un mattino, il ragazzo, non ancora conscio del suo potere, esce di casa e comincia a disegnare decine di strani simboli. Dopo qualche giorno, si rende conto che i simboli sono entrati nella mente del cane, costringendolo a suicidarsi strangolandosi.
In seguito, Dinky usa i suoi poteri per uccidere un suo collega e questo attira l'attenzione di una grande multinazionale, la Transcorp, che lo assume con il compito di uccidere i propri rivali, assicurandogli che tutti quelli che uccide sono uomini cattivi. Con il tempo però Dinky si accorge che sta uccidendo editorialisti e personalità politiche, gente innocente che non ha mai commesso alcun male. Dinky allora decide di fuggire, non prima però di aver ucciso l'uomo responsabile del suo reclutamento.
Ma la sua fuga non ebbe seguito, in quanto fu presto catturato dagli Uomini Bassi e portato al Devar-Toi. Qui, stringe amicizia con Ted Brautigan e Sheemie e insieme aiutano il ka-tet di Roland nella liberazione dei frangitori.

## Steven Deschain
Steve, figlio di Henry l'Alto, è il padre di Roland. Pistolero di grande abilità, nonché capo dei pistoleri al tempo di Gilead. Di Steve non si sa molto, se non che fu lui a decidere di inviare il primo ka-tet di Roland a Mejis, per proteggere il figlio da Marten il mago.
Quando morì, le sue pistole, dall'impugnatura di legno di sandalo, passarono a Roland.

## Cortland "Cort" Andrus
Cort è l'insegnante di Roland e del suo primo ka-tet. Cort un uomo di grossa corporatura, dal carattere combattivo. Spesso tratta male i suoi "studenti", chiamandoli vermi e lasciandoli senza cibo in caso di loro errore. È contro Cort che Roland conquista le sue prime pistole, dopo un durissimo duello in cui Roland, grazie all'aiuto del suo falco David (la sua arma), riesce ad avere meglio, costringendo il maestro in coma per una settimana nella sua capanna.
Cort non è stato solo l'addestratore per Roland, ma è stato anche una vera e propria guida spirituale. Infatti, dopo la sua morte avvenuta poco tempo dopo che tutta la "classe" di Roland è stata investita della carica di pistoleri, più volte Roland si trova a ripensare agli insegnamenti ricevuti da Cort, arrivando a sentirne la voce nella sua mente.

## Abel Vannay
Vannay, conosciuto anche come Vannay Il Saggio, è l'altro insegnante di Roland e del suo ka-tet. A differenza di Cort, che insegna loro a combattere, Vannay, con la sua saggezza e la sua diplomazia, insegna loro a risolvere i conflitti senza violenza, senza spargimenti di sangue, in quanto i pistoleri sono soprattutto una forza diplomatica.
La caratteristica di Vannay è quella di andare in giro aiutandosi con uno scuro bastone di legnoferro. Vannay aveva un figlio, Wallace, che da bambino ha giocato con Roland e i suoi amici finché una malattia non l'ha ucciso. Vannay cadde durante la terribile battaglia che segnò la caduta di Gilead.

## Patrick Danville
Quando era un bambino, Patrick era un artista in erba molto promettente. Sin da piccolo è sempre stato in stretto contatto con il mondo di Roland, spesso disegnandone i paesaggi. In un disegno in particolare, egli ritrasse Roland di fronte alla Torre Nera. Una profezia pende sul capo di Patrick: egli dovrà morire per salvare la vita ad un uomo (Roland). Il Re Rosso tentò di ucciderlo nel suo mondo, attraverso Ed Deepneau, un ricercatore folle con l'intenzione di mettere a segno un attentato nel quale sarebbe rimasto ucciso anche il bambino. L'attentato fu poi sventato da Ralph Roberts (Insomnia).
Roland e Susannah trovano Patrick, ormai ventenne, nascosto nello scantinato di Dendalo. Questi è un demone psichico che si nutre delle emozioni, specie della paura, del ragazzo, che tiene prigioniero da tempo indefinito e al quale ha tagliato la lingua. Una volta liberato, il ragazzo si unisce agli altri alla volta della Torre Nera.
Ben presto, Roland e Susannah si accorgono che i suoi disegni non solo sono bellissimi, ma sono anche, in un certo senso, magici. Infatti Patrick può rendere reale ciò che disegna, a patto che sia disegnato alla perfezione, nei minimi particolari. Infatti, riesce tramite un disegno, a cancellare dal viso di Susannah un tumore causato dalle radiazioni. In seguito, disegna una porta per Susannah che la condurrà in una versione di New York nella quale potrà ritrovare Eddie e Jake.
Rimasti soli, Roland da il compito a Patrick di fare la guardia, perché Mordred è sulle loro tracce, ma il ragazzo si addormenta a causa del potere mentale del Re Rosso e Mordred riesce ad attaccare. Fortunatamente sarà Oy a salvare la situazione, rimettendoci però la vita.
Poco dopo aver ucciso Mordred, Roland e Patrick arrivano al cospetto della Torre Nera. Il Re Rosso però non permette loro di avvicinarsi e allora Patrick, utilizzando una rosa e il sangue del pistolero, prima disegna il Re Rosso in modo sorprendentemente realistico, dopodiché lo cancella, cancellandolo anche dalla realtà. Tutto tranne gli occhi, che rimangono a fissare il pistolero mentre fa il suo ingresso nella Torre.
Poco prima di entrare nella Torre, Roland dà a Patrick tutto ciò che ha e di lui non si saprà più nulla.

## Stephen King
Roland ed il suo ka-tet apprendono dell'esistenza di Stephen King quando il pistolero si imbatte nel libro Le notti di Salem. Roland, insieme ad Eddie, si confrontano poi con King nella sua casa del Maine, nel momento in cui egli ha già scritto Le notti di Salem e L'ultimo cavaliere. Il pistolero lo ipnotizza e si scopre che King non ha creato loro, Callahan o altri personaggi, ma ha semplicemente avuto funzione di tramite, con il compito di raccontare la loro ricerca. Dalla seduta ipnotica emerge anche che il Re Rosso ha tentato di portare dalla sua parte lo scrittore quando questi era poco più di un bambino e, in tempi più recenti, ha usato il suo potere per bloccarne la capacità di scrittura. King è terrorizzato dal Re Rosso, del quale teme serie ripercussioni se continuasse a scrivere del pistolero e della sua ricerca. Roland però, grazie all'ipnosi, riesce a rimuovere il blocco e fa sì che King continui a scrivere.
L'ultimo disperato tentativo da parte del Re Rosso di fermare King, risale al 1999, quando attenta alla sua vita facendolo investire da un furgoncino. King riesce miracolosamente a salvarsi, grazie all'intervento di Roland e Jake.

## Shardik
Shardik è uno dei guardiani del Vettore. Appare come un mastodontico orso, dotato di una forza eccezionale. In realtà, Shardik è un cyborg, costruito dalla North Central Positronics. Quando Roland, Eddie e Susannah incontrano Shardik, il guardiano è ormai in vita da millenni e sta impazzendo a causa di una terribile infezione. Non riuscendo a ragionare, il guardiano attacca i pistoleri che sono costretti ad ucciderlo.
I guardiani dei Vettori, vigilano alla due estremità dei sei Vettori che sostengono la torre nera. I guardiani sono 12: Tartaruga, Orso, Lepre, Pesce, Lupo, Elefante, Topo, Pipistrello, Leone, Cavallo, Aquila e Serpente. La Tartaruga, Maturin (presente anche nel romanzo IT), è il guardiano più potente. Al tempo di Roland i guardiani sono diventate figure mitiche, dei quali non si credeva la reale esistenza, finché il pistolero non ha incontrato Shardik.

## L'uomo Tick-Tock
L'uomo Tick-Tock, il cui vero nome è Andrew Quick, è il pronipote di David Quick, nonché leader dei Grigi di Lud. È al suo cospetto che viene portato Jake da Gasher quando viene rapito. Durante l'operazione di salvataggio da parte di Roland ed Oy, Quick ha la peggio, venendo prima attaccato dal bimbolo, che gli perfora un occhio e poi da Jake, che gli spara prima alla gamba e poi alla testa. Viene lasciato in terra, creduto morto, ma così non è. Randall Flagg lo salva e lo porta nel palazzo di smeraldo, dove attacca nuovamente i pistoleri. Questa volta viene definitivamente ucciso dalle pistole di Eddie e Susannah. Andrew Quick presenta diverse analogie con "l'uomo spazzatura" de L'ombra dello scorpione, soprattutto per la frase che entrambi ripetono a Flagg: "La mia vita per te".

## Roy Depape
Roy era probabilmente il più debole, fisicamente e intellettualmente, della banda dei "Grandi Cacciatori della Bara". È proprio a causa sua e del suo attacco a Sheemie che tra i Cacciatori e il ka-tet di Roland si instaurò un clima conflittuale sin dall'inizio. Quando i Cacciatori incastrarono i ragazzi per omicidio, è lui ad uccidere il sindaco Thorin e a lasciare il teschio che Cuthbert si portava sempre dietro. Alla fine, Roy viene ucciso proprio da Cuthbert.

## Clay Reynolds
Clay è il braccio destro di Jonas. Molto calmo e posato, è descritto come un bell'uomo, galante, con capelli rossi e un lungo mantello rosso. Quando il ka-tet di Roland venne incastrato, Clay uccise Kimba Rimer, reo di aver fatto un commento poco lusinghiero sul suo mantello. Nella confusione della battaglia tra il ka-tet e gli uomini di Farson, Clay scappò lontano da Mejis portando con sé Coral Thorin. Roland racconta ai suoi compagni che i due vennero poi uccisi durante una rapina finita male diversi anni dopo gli avvenimenti di Mejis.

## Coral Thorin
Coral era la sorella traditrice del podestà di Mejis, Hart Thorin. Era una donna molto bella ma anche molto sveglia; infatti, capì subito che Jonas e i suoi stavano lavorando per Farson. Ambiziosa, si schierò quindi con Jonas, di cui divenne anche l'amante. Dopo la morte di quest'ultimo, scappò da Mejis insieme a Reynolds, con il quale aveva instaurato un rapporto sentimentale.

## Dandelo
Dandelo è un vampiro psichico che si nutre di emozioni. Sotto le false spoglie di Joe Collins, attira nella sua dimora Roland e Susannah, in "Odd's Lane" (anagramma di Dandelo). Egli dice di essere stato un cabarettista attore di teatro e Roland gli chiede di ascoltare qualche suo pezzo, grazie ai quali il demone arriva vicino a far morire Roland per le troppe risate. Fortunatamente, Susannah sfugge dal potere di Dandelo perché trova un biglietto che la aiuta a scoprirne la vera identità (biglietto lasciato dallo stesso Stephen King quale deus ex machina). Susannah riesce quindi a salvare Roland, uccidendo il demone con due colpi alla testa. Durante la lotta il demone rivela il suo aspetto reale: un viso da clown mostruoso e orribili zampe da insetto. Dandelo teneva prigioniero nella sua cantina Patrick Danville, la sua fonte di sostentamento preferita. Nel corso della lunga prigionia, Dandelo ha strappato la lingua al ragazzo per impedirgli di parlare. Dietro la sua dimora, Dandelo aveva una stalla con dentro un vecchio e malandato cavallo di nome Lyppi. Quando Roland e Susannah vedono la bestia, si accorgono subito del suo stato di salute precario. Quando poco tempo dopo Mordred giunge alla casa di Dandelo e trova Lippy morta, si ciba del suo corpo, avvelenandosi mortalmente.

## Pimli Prentiss
Pimli Prentiss è il guardiano di Algul Siento. È un uomo alto, grasso e calvo. Pimli (il cui vero nome è Paul, che ha cambiato con un nome taheen nel momento del suo insediamento) è stato assoldato dal Re Rosso per dirigere Algul Siento, la prigione del Re Rosso per i frangitori. Pimli ha trovato questo lavoro rispondendo ad un annuncio su un giornale in un altro mondo, simile al nostro, in cui faceva la guardia carceraria. Pimli svolge il suo lavoro facendo forza sulla sua umanità e la sua spiritualità. Egli è infatti un cattolico molto devoto, che prega ogni sera. Pimli viene ucciso dal ka-tet di Roland durante la rivolta di Algul Siento. Prima di morire però, riesce a far fuoco e ferire letalmente Eddie, spezzando così il ka-tet.

## Cuthbert Allgood
Cuthbert faceva parte del primo ka-tet di Roland, insieme ad Alain e Jemie. Cuthbert era sempre stato il miglior amico di Roland, fin dall'infanzia, dal momento in cui, ancora in fasce, giocavano insieme.
Cuthbert e Roland affrontarono insieme l'addestramento per diventare pistoleri, dandosi spesso man forte l'uno con l'altro. In particolare, un episodio è sempre rimasto impresso nella mente di Roland: Cort, il loro maestro, punì Cuthbert lasciandolo senza cena e senza colazione. Lui e Roland andarono allora dal cuoco Hax, che sempre in quelle occasioni dava qualcosa da mangiare ai ragazzi. Quella volta però, i due ragazzi scoprirono che Hax era un traditore e dopo averlo denunciato, questo venne impiccato. I due vollero assistere all'esecuzione, ma attanagliati dalla paura, lo fecero tenendosi per mano.
Steve Deschain inviò Roland in missione lontano da Gilead, poco dopo aver conquistato le sue pistole, e gli disse di portare con sé due amici ("ma non quello che ride sempre. Sarebbe più utile un cane che abbaia"). Roland scelse Cuthbert e Alain, con i quali si recò a Mejis. Qui Roland si innamorò di Susan e questa relazione mise a rischio sia l'amicizia tra Cuthbert e il pistolero, sia l'intero ka-tet. Al culmine della rabbia, Cuthbert colpì Roland, ridestandolo da suo torpore.
Mentre si trovava nella città di Hambry, Cuthbert assunse l'identità di Arthur Heath ed incontrò Sheemie Ruiz, un ragazzo con handicap mentale, ma dotato del "tocco", una particolare facoltà extra-sensoriale. Cuthbert salvò Sheemie dai "Cacciatori Della Bara", guadagnandosi così la sua eterna fiducia.
A Mejis Cuthbert soleva girare con il cranio di un uccello appeso al pomolo della sella, oppure direttamente al collo. Spesso si trovava a fare discorsi con il teschio, del quale interpretava i pensieri. Il suo cavallo si chiamava Glue Boy, nome che ricorda la colla che viene prodotta dal tessuto connettivo del cavallo. Roland si lamentava in continuazione del senso dell'umorismo del suo amico.
Cuthbert appariva quindi come una persona molto sociale, spiritosa e divertente, spesso veniva rimproverato dai suoi compagni perché parlava troppo. Spesso Roland si mostrava insofferente alle sue battute, arrivando definirlo un ka-mai, ovvero un folle, appellativo che darà poi a Eddie Dean. Infatti, le similitudini tra Eddie e Cuthbert sono notevoli, al punto da far pensare che essi siano gemelli.
Oltre al lato scherzoso del suo carattere, durante l'avventura di Mejis Cuthbert mostrò di essere anche un sentimentale. In particolare, gli vennero le lacrime agli occhi quando vide un poncho al mercato che gli ricordava la madre e rimase particolarmente turbato dall'incursione di Elred Jonas nel loro dormitorio, quando trovò la foto dei suoi genitori orribilmente rovinata.
Cuthbert Allgood trovò infine la morte nella terribile battaglia di Jericho Hill, ucciso da una freccia in un occhio scagliata da Randall Flagg (sotto le spoglie di Filaro). Cuthbert rimase fedele a sé stesso fino alla fine, continuando a ridere fino alla morte.

## Alain Johns
Alain Johns faceva parte dell'ultima generazioni di pistoleri di Gilead, insieme a Roland, Cuthbert e Jemie.
Alain aveva capelli biondi, occhi azzurri ed un viso rotondo e aperto, caratteristica che aveva sempre portato a considerarlo un po' lento. Invece, il ragazzo, godeva di un'ottima intelligenza e soprattutto, possedeva la facoltà del "Tocco", un particolare potere extra-sensoriale che gli permette di "toccare" i pensieri degli altri. Il padre di Alain era Christopher Johns, soprannominato "Burning Chris" per via della sua gioventù selvaggia.
Dopo la precoce investitura di Roland, Alain venne mandato insieme a quest'ultimo e a Cuthbert ad Hambry. La grande sensibilità di Alain, unita al suo sangue freddo, gli permise di fare da mediatore tra i due amici, quando vennero ai ferri corti a causa della storia tra Roland e Susan.
Ad Hambry, Alain si fa chiamare Richard Stockworth. Nonostante non sia ancora un pistolero, combatte bene al fianco degli altri due nella battaglia finale e passa gran parte del viaggio di ritorno a cercare di "toccare" i pensieri di Roland, caduto in una delle sfere dell'iride di Maerlyn.
La morte di Alain avvenne in modo tragico. Alla vigilia della battaglia di Jericho Hill, dopo essere andato in perlustrazione, Alain stava tornando ad informare Roland e Cuthbert dei movimenti dei nemici. I due, scambiandolo per un nemico, aprirono il fuoco su di lui.

## Jamie De Curry
Anche lui è stato addestrato da Cort, insieme ai compagni Roland, Cuthbert e Alain. Inoltre, si è unito al ka-tet di Roland nella ricerca della Torre Nera. Fisicamente di Jamie si conosce una caratteristica fisica evidente: una voglia dalla strana forma sulla guancia sinistra. Il resto delle sue fattezze sono mascherate da un cappello a tesa larga che indossa sempre. Accompagnerà Roland a Debaria per indagare sullo skin-man come narrato ne La leggenda del vento. Jamie è morto nella battaglia di Jericho Hill, colpito a morte da un cecchino durante il combattimento.

## Rhea del Cöos
Rhea era una strega. Aveva un aspetto tipico delle streghe delle favole: molto vecchia, brutta, in grado di cavalcare una scopa e con un orrendo gatto mutante come animale domestico. Era in possesso di alcuni poteri, quali ad esempio il potere divinatorio, nonché possedeva l'abilità di preparare pozioni ed era immune al veleno più potente.
La prima apparizione di Rhea è nel regno di Delain, nel libro Gli occhi del drago. Qui ha una parte molto marginale, venendo solo avvistata poco prima di una spaventosa bufera di neve a cavallo della sua scopa. Probabilmente, già nel regno di Delain, lavorava insieme al mago Flagg.
Nella baronia di Mejis, Rhea venne incaricata di custodire una delle sfere dell'iride di Maerlyn (il pompelmo rosa) dalla quale venne via via soggiogata. Più la utilizza per spiare i segreti degli abitanti di Hambry, più questa succhiava da lei la vita. Roland, al termine del quarto volume, ha solo accennato al fatto che ha incontrato nuovamente la strega e di averla uccisa, ma non si sa nulla al riguardo.
Allo stesso modo, si sa poco sul passato di Rhea. Tutto ciò che è dato sapersi è che per salvarsi la vita accettò di recarsi a Mejis per impedire la nascita del figlio di Roland. Le fu rivelata la profezia che se il pistolero avesse avuto un figlio, il Re Rosso ne sarebbe stato troppo indebolito. Rhea riesce nell'impresa, fomentando gli abitanti di Mejis contro Susan, che portava in grembo il figlio del pistolero, facendola perire sul rogo.

## Eldred Jonas
Eldred Jonas è un pistolero fallito avendo mancato la sua prova per diventare pistolero contro il padre di Cort. Jonas ha una caratteristica andatura zoppicante, a causa del fatto che durante la sua prova gli è stata spezzata una gamba. Dopo aver fallito, è stato "mandato ad ovest" in esilio. Il fallimento della prova ha una duplice motivazione: da un lato una scarsa applicazione nello studio da parte sua e dall'altra un profondo cambiamento della sua personalità, causato dal fatto di essere stato trafitto ad un piede da un frammento dell'iride di Maerlyn. Negli anni, Jonas ha viaggiato molto, non solo nel medio-mondo, ma anche in altri mondi, passando attraverso portali come ha fatto lo stesso Roland. Fisicamente, oltre all'andatura zoppicante, caratteristiche fisica che balzano agli occhi sono i suoi lunghissimi capelli bianchi, morbidi come quelli di una donna, i suoi lunghi baffi bianchi e la voce stridula. Sull'anca, porta un revolver, nello stile dei pistoleri.
Jonas è il leader del gruppo dei "Grandi Cacciatori della Bara", una banda composta da lui, da Roy Depape e da Clay Reynolds. Tutti e tre hanno una piccola bara blu tatuata tra il pollice e l'indice. Sono stati assoldati da Farson per assicurare la spedizione delle cisterne di petrolio e per aiutare Rhea a custodire la sfera rosa. I tre, sono segretamente appoggiate dai proprietari terrieri più influenti di Mejis.
Roland e il suo ka-tet giunsero a Mejis, con l'incarico di tenere la contabilità per l'Affiliazione, incarico fittizio in quanto Steve Deschain ha voluto Roland lontano da Gilead per motivi di sicurezza. La copertura dei ragazzi però venne presto scoperta dai Cacciatori. Una sera, Sheemie Ruiz, il giovane servo della locanda, rovesciò un secchio sugli stivali di Roy. Questo estrasse la pistola ma per fortuna del ragazzo, Cuthbert ed Alain vennero in suo soccorso. Tra i quattro nacque uno scontro con l'uno che mira all'altro. Quando infine arrivarono Roland e Jonas, la situazione si risolve senza spargimenti di sangue, ma Jonas capisce che i tre devono essere aspiranti pistoleri (rifiutandosi di credere che Roland, data la sua giovane età, già lo fosse).
Dopo l'episodio della locanda, tra le due fazioni nacque una profonda ostilità e tutti cercarono di tendere trappole agli altri. Dopo avere fatto arrestare Roland e i suoi compagni, Jonas venne da questi ultimi raggiunto mentre viaggiava per riportare il pompelmo rosa a Marten Broadcloak. I giovani pistoleri ingaggiarono una violenta battaglia con le forze alleate del Buono, ma alla fine fu il ka-tet di Roland ad avere la meglio e Jonas venne ucciso proprio dalla pistola di quest'ultimo.